# Аргостолион (дим)
Аргосто́лион (греч. Δήμος Αργοστολίου) — община (дим) в Греции, на юге острова Кефалиния в Ионическом море. Входит в периферийную единицу Кефалиния в периферии Ионические острова. Население 23 499 человек по переписи 2011 года.  Площадь 378,682 квадратного километра. Плотность 62,05 человека на квадратный километр. Административный центр — Аргостолион. Димархом на местных выборах 2019 года выбран Теофилос Михалатос (Θεόφιλος Μιχαλατος).
Община Крании (Δήμος Κρανίων) создана в 1866 году (ΦΕΚ 9Α), вскоре после присоединения Ионических островов, ранее принадлежавших британской Ионической республике к Королевству Греция и названа по древнему городу Крании (др.-греч. Κράνιοι). В 1908 году (ΦΕΚ 164Α) община Крании была переименована в общину Аргостолион. В 1997 году (ΦΕΚ 244Α) к общине присоединён ряд населённых пунктов. В 2010 году (ΦΕΚ 87Α) по программе «Калликратис» создана община Кефалонья (Δήμος Κεφαλονιάς) при слиянии упразднённых общин Аргостолион, Ливато, Палики, Пиларос, Сами, Эрисос, Элиос-Прони, а также сообщества Омала. В 2019 году (ΦΕΚ 43Α) вновь создана община Аргостолион, в которую вошли населённые пункты упразднённых общин Ливато и Элиос-Прони, а также сообщество Омала.